# Adolph Hans von Holsten
Adolph Hans von Holsten (* 16. Juli 1630 in Lübeck; † 2. Januar 1694 in Langesø) war ein deutscher Gutsbesitzer und königlich dänischer Justizrat.

## Leben und Wirken

### Abstammung und Jugend
Adolph von Holsten war ein Sohn des Offiziers Claus von Holsten († im Dezember 1643 in Böternhöfen bei Hohenwestedt) und dessen Ehefrau Elsabe, geborene von Hoen(en) († vor 1660). Der Vater diente als Offizier mehreren Fürsten und zuletzt dem dänischen König. Die Vorfahren väterlicherseits waren, soweit belegt, ebenfalls Militärs. Die Vorfahren mütterlicherseits, darunter ihr Vater und Offizier Evo von Hoen(en) auf Nortmoor, gehörten dem friesischen Landadel an. Er hatte drei Geschwister, darunter den neun Jahre jüngeren Hieronymus Christian von Holsten.
Adolph von Holsten begründete als eigentlicher Stammvater das dänische Adelsgeschlecht der von Holstens. Seine Nachfahren, insbesondere der Sohn Gosche Detlev, versuchten intensiv, die adlige Abstammung und Familiengeschichte zu rekonstruieren, waren dabei jedoch nur teilweise erfolgreich. Die behauptete Abstammung der Holstens aus der fränkischen Familie von Wernfels beruht nur auf den von Adolph Hans von Holsten selbst erstellten Tabellen und Skizzen über die Herkunft der Familie.
Von Holstens Vater hatte einen zweifelhaften Ruf und soll 1630 zwei Soldaten dazu angestiftet haben, einen Gegner zu ermorden. Während dieser Zeit diente er als kommandierender Offizier beim Stadtmilitär in Lübeck, wo Adolph von Holsten zur Welt kam. Seine Taufpaten waren die Mecklenburger Herzöge Adolph Friedrich von Mecklenburg-Schwerin und Hans von Mecklenburg-Güstrow. Kurz nach Adolphs Geburt wechselte sein Vater in brandenburgische Dienste. Von Holsten und seine Geschwister wuchsen bei Detlev von Rantzau auf, dem auf Gut Drage ansässigen Amtmann von Steinburg. Von Holsten notierte später, dass ihn von Rantzau wie seinen eigenen Sohn behandelt habe. In seinem Testament sah er für jedes Kind der von Holstens jeweils 6000 Reichstaler vor. Detlev von Rantzau starb 1639. Die Holsten-Kinder blieben in der Obhut seiner Witwe Dorothea, bis sie 1641 zu ihren Eltern auf deren 1639 gepachteten Meierhof Böternhöfen zogen. Dort erhielt Holsten Unterricht von einem Privatlehrer. Während des Torstenssonkrieges 1643 erschossen plündernde schwedische Söldner seinen Vater. Die mittellose Witwe zog mit den Kindern nach Hamburg und wurde erneut von Dorothea Rantzau unterstützt. Warum beide Familien, zwischen denen keine Verwandtschaft nachzuweisen ist, so enge Beziehungen unterhielten, ist nicht bekannt.
Nach dem Frieden von Brömsebro 1645 ging von Holsten mit drei weiteren Adligen aus Holstein auf die Ritterakademie in Sorø und durchlief hier eine mehrjährige Erziehung. Danach studierte er Jura an den Universitäten Helmstedt und Wittenberg, wo er sich am 1. Mai 1649 immatrikulierte. Nach Abschluss des Studiums 1651 begleitete er den königlichen Statthalter Christian zu Rantzau von Breitenburg, den Schwiegersohn seines Förderers Detlev von Rantzau, an den Hof des Kaisers nach Wien, wo dieser im Auftrag des dänischen Königs Friedrich III. das Herzogtum Holstein als Lehen entgegennehmen sollte. Holsten blieb für ungefähr neun Monate in Wien und reiste während dieser Zeit in die Türkei. Anschließend studierte er neun Monate in Leipzig und Jena und begleitete Christian Rantzau 1653 zum Reichstag nach Regensburg. Danach kehrte er in seine Heimat zurück und ging auf eine rund zweijährige Grand Tour. Er bereiste die Niederlande, England und Frankreich und studierte längere Zeit an der Universität Leiden und der Ritterakademie Saumur. Von Holsten erhielt somit eine standes- und zeitgemäße Ausbildung. Sie verlief jedoch deutlich anders als die seiner Geschwister und überstieg eindeutig die finanziellen Möglichkeiten seines Elternhauses.

### In herzoglichen und königlichen Diensten
Christian Rantzau riet von Holsten, in den Dienst der Herzogin Eleonora von Schleswig-Holstein-Sonderburg-Norburg zu treten. Diese schickte ihn als Rat und Hofmeister zu ihrem Sohn Christian August (1639–1687) nach Alsen. Ende 1655 reiste er mit Christian August nach Sorø und lebte hier bis 1658 oder 1659. Im Jahr 1660 begann er mit seinem Zögling eine große Bildungsreise. Sie begann in Nord- und Mitteldeutschland und verlief über die Niederlande, Frankreich, Spanien, Portugal, Marokko, ganz Italien und Sizilien. Sie besuchten den Papst in Rom und bestiegen mit Athanasius Kircher zwei Mal den Vesuv. Die Reise endete Ende Mai 1662 in Norburg. Inzwischen war Herzog Friedrich verstorben und Christian Augusts älterer Halbbruder Johann Bogislaw zum einzigen Erben ernannt. Holsten begleitete Christian August und seinen jüngeren Bruder Rudolf Friedrich nach Kopenhagen. Es gelang nicht, die Beteiligung der jüngeren Halbgeschwister an der Herrschaft des ohnehin nahezu bankrotten abgeteilten Herzogtums durchzusetzen. Die jüngeren Geschwister erhielten nur ein jährliches Deputat versprochen, was jedoch nicht regelmäßig ausgezahlt werden konnte. Christian August begab sich, anfangs wohl noch von Holsten begleitet, auf weitere Reisen.
1664 verließ von Holsten das heruntergewirtschaftete Herzogtum Norburg und wechselte als Hofrat in den Dienst des Königs. Im November 1665 heiratete er Anna Margareta von Podewils, eine Tochter des dänischen Geheimrats Dionysius von Podewils. Nach ihrem frühen Tod im August 1666 reiste er mit dem außerordentlichen Gesandten Friedrich von Ahlefeldt nach Celle, Kassel und Hannover. Danach begab er sich zur Kur nach Spa und besuchte das Rheintal bis in die Niederlande. 1667 kaufte er das Gut Gelskov auf Fünen, wohin er seinen Wohnsitz verlegte und heiratete im September 1668 Ide Rathlou, mit der er fünf Kinder hatte.
Während des Nordischen Krieges schloss er sich dem Gefolge des 1676 zum Großkanzler (Storkansler) ernannten Friedrich von Ahlefeldt in Schonen an. Nachdem König Christian V. den Gottorfer Anteil am Herzogtum Schleswig besetzt hatte, verwaltete von Holsten von 1677 bis 1679 interimsweise die Ämter Tondern, Apenrade und Lügumkloster. 1683 nahm er als Kommissar der Regierung an der Landesaufnahme in den Ämtern Koldinghus und Stjernholm teil. Aus diesem Grund wurde er wahrscheinlich drei Jahre später zum Justizrat ernannt. Insgesamt verlief seine Karriere angesichts des Bildungsweges eher bescheiden.

### Gutsbesitzer
1684 bekam von Holsten als Hauptgläubiger seines verstorbenen Schwagers Bendix Hans von Buchwald, des Ehemannes von Ides Schwester Øllegård, das adlige Gut Langesø auf Fünen, wohin er seinen Wohnsitz verlegte. Sein Wirken als Gutsbesitzer ist durch ein erhaltenes Wirtschaftsbuch gut dokumentiert. Er fand seine Güter in schlechtem Zustand vor, optimierte sie konstant und verbesserte die Erträge derart, dass sie den durchschnittlich auf Fünen zu erzielenden Wert deutlich überstiegen. Nach seinem Tod verwaltete seine Frau das Gut. Sie ging als grausame Gutsherrin in die Sage ein. Das Gut befindet sich noch heute im Besitz ihrer Nachkommen.
Um 1686 verfasste von Holsten seine Autobiografie.

## Familie
Holsten heiratete am 10. November 1665 in Itzehoe Anna Margareta von Podewils (* 2. Juni 1645; † 14. August 1666 in Kopenhagen). Ihr Vater Dionysius von Podewils auf Gram war ein königlich dänischer Geheimer Rat.
Am 25. September 1668 schloss er eine zweite Ehe mit Ide Rathlou (1644–1700), der Tochter von Wolf Sivert Rathlou von Karlsburg. Aus dieser Ehe stammte eine Tochter Anna Margrethe und vier Söhne:
- Christian Adolph (1669–1710), Oberst in der dänischen Kavallerie, fiel bei der Schlacht bei Helsingborg
- Wulf Sievert (1672–1713), dänischer Major.
- Gosche Detlev (1674–1745), dänischer Oberst.
- Friedrich (1682–1752), Hofmarschall des Lübecker Fürstbischofs in Eutin.